# Euxoa floramima
Euxoa floramima là một loài bướm đêm trong họ Noctuidae.